# Stati dell'Africa

## Stati indipendenti

### Stati riconosciuti
La seguente lista include 54 Stati africani pienamente riconosciuti, membri dell'Organizzazione delle Nazioni Unite e dell'Unione africana.
| Bandiera                       | Mappa | Nome (Nome completo)                                                | Capitale                                                                          | Moneta                 | Lingue ufficiali                                                                                              | Superficie (km²)                           | % delle acque | Popolazione    | Densità | PIL pro capite (US$) |
| ------------------------------ | ----- | ------------------------------------------------------------------- | --------------------------------------------------------------------------------- | ---------------------- | --- | ------------------------------------------ | ------------- | -------------- | ------- | -------------------- |
| Algeria (bandiera)             |       | Algeria (Repubblica Democratica Popolare di Algeria)                | Algeri                                                                            | Dinaro algerino        | Arabo, berbero                                                                                                | 2381741 (10º)                              | trascurabile  | 47106423 (33º) | 16      | 15000                |
| Angola (bandiera)              |       | Angola (Repubblica di Angola)                                       | Luanda                                                                            | Kwanza                 | Portoghese | 1246700 (23º)                              | trascurabile  | 38426375       | 14      | 6800                 |
| Benin (bandiera)               |       | Benin (Repubblica del Benin)                                        | Porto-Novo                                                                        | Franco CFA             | Francese | 112622 (99º)                               | 1,8%          | 14627822 (76º) | 85      | 2100                 |
| Botswana (bandiera)            |       | Botswana (Repubblica del Botswana)                                  | Gaborone                                                                          | Pula                   | Inglese, tswana                                                                                               | 581730 (44º)                               | 2,6%          | 2374698 (143º) | 2,7     | 17300                |
| Burkina Faso (bandiera)        |       | Burkina Faso                                                        | Ouagadougou                                                                       | Franco CFA             | Francese | 274200 (72º)                               | 0,6%          | 23795575 (59º) | 63      | 1800                 |
| Burundi (bandiera)             |       | Burundi (Repubblica del Burundi)                                    | Gitega                                                                            | Franco del Burundi     | Kirundi, francese                                                                                             | 27830 (142º)                               | 7,9%          | 14208424       | 373     | 800                  |
| Camerun (bandiera)             |       | Camerun (Repubblica del Camerun)                                    | Yaoundé                                                                           | Franco CFA             | Francese, inglese                                                                                             | 475440 (52º)                               | 1,3%          | 39923369       | 42      | 3300                 |
| Capo Verde (bandiera)          |       | Capo Verde (Repubblica di Capo Verde)                               | Praia                                                                             | Escudo capoverdiano    | Portoghese | 4033                                       | trascurabile  | 556857         | 123     | 6600                 |
| Rep. Centrafricana (bandiera)  |       | Repubblica Centrafricana                                            | Bangui                                                                            | Franco CFA             | Sango, francese                                                                                               | 622984                                     | 0%            | 5633412        | 5,8     | 700                  |
| Ciad (bandiera)                |       | Ciad (Repubblica del Ciad)                                          | N'Djamena                                                                         | Franco CFA             | Francese, arabo                                                                                               | 1284000                                    | 1,9%          | 20628808       | 8,9     | 2400                 |
| Comore (bandiera)              |       | Comore (Unione delle Comore)                                        | Moroni                                                                            | Franco delle Comore    | Arabo, francese, comoriano                                                                                    | 2235                                       | trascurabile  | 877769         | 339     | 1500                 |
| Costa d'Avorio (bandiera)      |       | Costa d'Avorio (Repubblica della Costa d'Avorio)                    | Yamoussoukro                                                                      | Franco CFA             | Francese | 322460                                     | 1,4%          | 32298860       | 61      | 1600                 |
| RD del Congo (bandiera)        |       | Repubblica Democratica del Congo                                    | Kinshasa                                                                          | Franco congolese       | Francese, swahili, kongo, tshiluba, lingala                                                                   | 2344858                                    | 3,3%          | 110874972      | 33      | 774                  |
| Rep. del Congo (bandiera)      |       | Repubblica del Congo                                                | Brazzaville                                                                       | Franco CFA             | Francese | 342000                                     | 3,3%          | 5518092        | 13      | 3919                 |
| Egitto (bandiera)              |       | Egitto (Repubblica Araba d'Egitto)                                  | Il Cairo                                                                          | Sterlina egiziana      | Arabo | 1010408                                    | 0,632%        | 117363634      | 120     | 4836                 |
| Eritrea (bandiera)             |       | Eritrea (Stato di Eritrea)                                          | Asmara                                                                            | Nacfa                  | Tigrino, italiano, arabo, inglese                                                                             | 117600                                     | trascurabile  | 6416435        | 2       | 1000                 |
| Etiopia (bandiera)             |       | Etiopia (Repubblica Federale Democratica d'Etiopia)                 | Addis Abeba                                                                       | Birr                   | Amarico, inglese                                                                                              | 1104300                                    | 0,7%          | 133596464      | 76      | 4567                 |
| Gabon (bandiera)               |       | Gabon (Repubblica Gabonese)                                         | Libreville                                                                        | Franco CFA             | Francese | 267668                                     | 3,76%         | 2176766        | 5,3     | 7055                 |
| Gambia (bandiera)              |       | Gambia (Repubblica del Gambia o Repubblica della Gambia)            | Banjul                                                                            | Dalasi                 | Inglese | 10380                                      | 11,5%         | 2500000        | 153     | 2002                 |
| Ghana (bandiera)               |       | Ghana (Repubblica del Ghana)                                        | Accra                                                                             | Cedi                   | Inglese, twi                                                                                                  | 238534                                     | 3,5%          | 34726599       | 104,6   | 2700                 |
| Gibuti (bandiera)              |       | Gibuti (Repubblica di Gibuti)                                       | Gibuti                                                                            | Franco gibutiano       | Arabo, francese                                                                                               | 23200                                      | 0%            | 1179277        | 33      | 2070                 |
| Guinea (bandiera)              |       | Guinea (Repubblica di Guinea)                                       | Conakry                                                                           | Franco guineano        | Francese | 245857                                     | trascurabile  | 14916733       | 44      | 2035                 |
| Guinea-Bissau (bandiera)       |       | Guinea-Bissau (Repubblica della Guinea-Bissau)                      | Bissau                                                                            | Franco CFA             | Portoghese | 36125                                      | 12%           | 1624945        | 45      | 736                  |
| Guinea Equatoriale (bandiera)  |       | Guinea Equatoriale (Repubblica della Guinea Equatoriale)            | Malabo                                                                            | Franco CFA             | Spagnolo, francese, portoghese                                                                                | 28051                                      | -             | 1454789        | 43      | 16312                |
| Kenya (bandiera)               |       | Kenya (Repubblica del Kenya)                                        | Nairobi                                                                           | Scellino keniota       | Swahili, inglese                                                                                              | 580367                                     | 2,3%          | 56949297       | 74      | 1445                 |
| Lesotho (bandiera)             |       | Lesotho (Regno del Lesotho)                                         | Maseru                                                                            | Loti                   | Sotho, inglese                                                                                                | 30355                                      | trascurabile  | 2355233        | 64      | 2113                 |
| Liberia (bandiera)             |       | Liberia (Repubblica di Liberia)                                     | Monrovia                                                                          | Dollaro liberiano      | Inglese | 111369                                     | 13,514%       | 5563541        | 36      | 1003                 |
| Libia (bandiera)               |       | Libia (Stato della Libia)                                           | Tripoli                                                                           | Dinaro libico          | Arabo | 1759540                                    | 0,5%          | 6871287        | 3,9     | 12700                |
| Madagascar (bandiera)          |       | Madagascar (Repubblica del Madagascar)                              | Antananarivo                                                                      | Ariary                 | Malgascio, francese                                                                                           | 587041                                     | 0,6%          | 32328858       | 36      | 905                  |
| Malawi (bandiera)              |       | Malawi (Repubblica di Malawi)                                       | Lilongwe                                                                          | Kwacha malawiano       | Inglese, chewa                                                                                                | 118484                                     | 20,6%         | 21918293       | 138     | 596                  |
| Mali (bandiera)                |       | Mali (Repubblica del Mali)                                          | Bamako                                                                            | Franco CFA             | Francese | 1240192                                    | 1,6%          | 24816031       | 10,9    | 1154                 |
| Mauritania (bandiera)          |       | Mauritania (Repubblica Islamica della Mauritania)                   | Nouakchott                                                                        | Ouguiya                | Arabo | 1030700                                    | trascurabile  | 4614974        | 2,6     | 2402                 |
| Mauritius (bandiera)           |       | Mauritius (Repubblica di Mauritius)                                 | Port Louis                                                                        | Rupia mauriziana       | Francese, inglese                                                                                             | 2040                                       | 0,05%         | 1266000        | 644     | 13703                |
| Marocco (bandiera)             |       | Marocco (Regno del Marocco)                                         | Rabat                                                                             | Dirham                 | Arabo, berbero                                                                                                | 710850 (dichiarati) 446 550 (riconosciuti) | 1,059%        | 38245797       | 74      | 4600                 |
| Mozambico (bandiera)           |       | Mozambico (Repubblica del Mozambico)                                | Maputo                                                                            | Metical                | Portoghese | 801590                                     | 2,2%          | 35100243       | 31,5    | 1389                 |
| Namibia (bandiera)             |       | Namibia (Repubblica della Namibia)                                  | Windhoek                                                                          | Dollaro namibiano      | Inglese | 825418                                     | 0%            | 2504498        | 2,5     | 7478                 |
| Niger (bandiera)               |       | Niger (Repubblica del Niger)                                        | Niamey                                                                            | Franco CFA             | Francese | 1267000                                    | -             | 27446873       | 16      | 872                  |
| Nigeria (bandiera)             |       | Nigeria (Repubblica Federale della Nigeria)                         | Abuja                                                                             | Naira                  | Inglese | 923768                                     | 1,4%          | 234865758      | 174     | 1188                 |
| Ruanda (bandiera)              |       | Ruanda (Repubblica del Ruanda)                                      | Kigali                                                                            | Franco ruandese        | Kinyarwanda, francese, inglese                                                                                | 26798                                      | 5,3%          | 14403466       | 427,6   | 1300                 |
| São Tomé e Príncipe (bandiera) |       | São Tomé e Príncipe (Repubblica Democratica di São Tomé e Príncipe) | São Tomé                                                                          | Nuova dobra            | Portoghese | 964                                        | 0%            | 238813         | 165     | 1266                 |
| Senegal (bandiera)             |       | Senegal (Repubblica del Senegal)                                    | Dakar                                                                             | Franco CFA             | Francese | 196723                                     | 2,1%          | 18703780       | 84.57   | 1759                 |
| Seychelles (bandiera)          |       | Seychelles (Repubblica delle Seychelles)                            | Victoria                                                                          | Rupia delle Seychelles | Inglese, francese, creolo delle Seychelles                                                                    | 451                                        | trascurabile  | 107660         | 196     | 11818                |
| Sierra Leone (bandiera)        |       | Sierra Leone (Repubblica della Sierra Leone)                        | Freetown                                                                          | Leone sierraleonese    | Inglese | 71740                                      | 0,2%          | 8650002        | 76      | 903                  |
| Somalia (bandiera)             |       | Somalia (Repubblica Federale di Somalia)                            | Mogadiscio                                                                        | Scellino somalo        | Somalo, arabo                                                                                                 | 637657                                     | 1,62%         | 19311426       | 16      | 600                  |
| Sudafrica (bandiera)           |       | Sudafrica (Repubblica del Sudafrica)                                | Pretoria (amministrativa) Città del Capo (legislativa) Bloemfontein (giudiziaria) | Rand sudafricano       | Afrikaans, inglese, ndebele del sud, sotho del nord, sotho del sud, swati, tsonga, tswana, venda, xhosa, zulu | 1221037                                    | 6%            | 64355478       | 44      | 12161                |
| Sudan (bandiera)               |       | Sudan (Repubblica del Sudan)                                        | Khartum                                                                           | Sterlina sudanese      | Arabo, inglese                                                                                                | 1861484                                    | 5,18%         | 51018          | 16,3    | 2300                 |
| Sudan del Sud (bandiera)       |       | Sudan del Sud (Repubblica del Sudan del Sud)                        | Giuba                                                                             | Sterlina sudsudanese   | Inglese | 644329                                     | inesistente   | 12058717       | 13,32   | non disponibile      |
| eSwatini (bandiera)            |       | eSwatini (Regno di eSwatini)                                        | Mbabane (amministrativa) Lobamba (tradizionale e legislativa)                     | Lilangeni              | Inglese, swati                                                                                                | 17364                                      | 0,9%          | 1251999        | 65      | 5245                 |
| Tanzania (bandiera)            |       | Tanzania (Repubblica Unita di Tanzania)                             | Dodoma                                                                            | Scellino tanzaniano    | Swahili, inglese                                                                                              | 945087                                     | 6,2%          | 69490359       | 50      | 723                  |
| Togo (bandiera)                |       | Togo (Repubblica Togolese)                                          | Lomé                                                                              | Franco CFA             | Francese | 56785                                      | 4,2%          | 9515230        | 123     | 1700                 |
| Tunisia (bandiera)             |       | Tunisia (Repubblica di Tunisia)                                     | Tunisi                                                                            | Dinaro tunisino        | Arabo | 163610                                     | 5,0%          | 12310816       | 69      | 8800                 |
| Uganda (bandiera)              |       | Uganda (Repubblica dell'Uganda)                                     | Kampala                                                                           | Scellino ugandese      | Inglese, swahili                                                                                              | 236040                                     | 18,2%         | 50657050       | 147     | 1700                 |
| Zambia (bandiera)              |       | Zambia (Repubblica dello Zambia o Repubblica della Zambia)          | Lusaka                                                                            | Kwacha zambiano        | Inglese | 752614                                     | 1%            | 21595663       | 18      | 931                  |
| Zimbabwe (bandiera)            |       | Zimbabwe (Repubblica dello Zimbabwe)                                | Harare                                                                            | Dollaro zimbabwese     | Inglese, shona, ndebele del nord                                                                              | 390757                                     | 1%            | 16783040       | 32      | 2607                 |

### Stati a riconoscimento limitato
| Bandiera                      | Mappa | Stato                                    | Capitale  | Status | Moneta                  | Lingue ufficiali         | Superficie (km²) | Popolazione | PIL pro capite (US$) |
| ----------------------------- | ----- | ---------------------------------------- | --------- | --- | ----------------------- | ------------------------ | ---------------- | ----------- | -------------------- |
| Sahara Occidentale (bandiera) |       | Repubblica Democratica Araba dei Sahrawi | El Aaiún  | Stato parzialmente riconosciuto (da 46 membri ONU e dall'Ossezia del Sud) come il governo dell'intero Sahara Occidentale, di cui controlla solo una porzione orientale. Rivendicato dal Marocco come parte delle proprie province meridionali | Peseta sahrawi          | Arabo, berbero, spagnolo | 266 000          | 582 478     | 2 500                |
| Somaliland (bandiera)         |       | Somaliland (Repubblica del Somaliland)   | Hargheisa | Stato parzialmente riconosciuto (dalla Repubblica di Cina), indipendente de facto dalla Somalia, che lo rivendica come proprio stato federato.                                                                                                | Scellino del Somaliland | Somalo, arabo, inglese   | 176 120          | 4 000 000   | 852                  |

## Territori appartenenti a Stati non africani
| Bandiera                                        | Nome                                      | Capitale                                            | Status                   | Appartenente a | Superficie (km²) | Popolazione | Mappa |
| ----------------------------------------------- | ----------------------------------------- | --------------------------------------------------- | ------------------------ | -------------- | ---------------- | ----------- | ----- |
| Isole Canarie (bandiera)                        | Isole Canarie                             | Santa Cruz de Tenerife e Las Palmas de Gran Canaria | Comunità autonoma        | Spagna         | 7 447            | 2 207225    |       |
|                                                 | Ceuta                                     | Ceuta                                               | Città autonoma           | Spagna         | 28               | 84,843      |       |
| Madera (bandiera)                               | Madera                                    | Funchal                                             | Regione autonoma         | Portogallo     | 828              | 267 785     |       |
|                                                 | Mayotte                                   | Mamoudzou                                           | Dipartimento d'oltremare | Francia        | 374              | 266 380     |       |
|                                                 | Melilla                                   | Melilla                                             | Città autonoma           | Spagna         | 20               | 84 714      |       |
| Spagna (bandiera)                               | Plazas de soberanía                       | -                                                   | Territorio d'oltremare   | Spagna         | 0,59             | 74          |       |
| Francia (bandiera)                              | La Riunione                               | Saint-Denis                                         | Regione d'oltremare      | Francia        | 2 512            | 850 727     |       |
| Italia (bandiera)                               | Isole Pelagie                             | Lampedusa e Linosa                                  | Comune                   | Italia         | 21,4             | 6 304       |       |
| Regno Unito (bandiera)                          | Sant'Elena, Ascensione e Tristan da Cunha | Jamestown                                           | Territorio d'oltremare   | Regno Unito    | 420              | 5 661       |       |
| Yemen (bandiera)                                | Arcipelago di Socotra                     | Hadibu                                              | Governatorato            | Yemen          | 3974,64          | 60 550      |       |
| Terre Australi e Antartiche Francesi (bandiera) | Terre australi e antartiche francesi      | -                                                   | Territorio d'oltremare   | Francia        | 439 676          | 0           |       |